# Václav Hanka
Václav Hanka, född 10 juni 1791  i Horschenowes, död 12 januari 1861 i Prag, var en tjeckisk språk- och fornforskare.
Hanka anställdes 1822 som förste bibliotekarie vid böhmiska museet. Hans sympatier för de slaviska folken framträdde redan i hans första alster, två samlingar visor i folkton (1815, 1819), Kratká historie slovanských národu (Kortfattad historia om de slaviska folken, 1818) och en översättning av serbiska och ryska folkvisor (1817). Sin litterära ryktbarhet vann han 1817 genom sin påstådda upptäckt av den så kallade Königinhofhandskriften. Härtill kom 1849 den likaledes oäkta skriften "Libušas spådom". 
Vid sidan av dessa medvetna eller omedvetna förfalskningar, som dock i hög grad befrämjade språk- och litteraturstudierna i Böhmen, utgav Hanka en mängd språkhistoriska skrifter av värde, däribland Pravopis ceský (Tjeckisk ortografi, 1817), Prehled pramenu právnich v Cechách (Översikt av de juridiska källskrifterna i Böhmen, 1841), Prehled literatury ceské (Översikt av tjeckiska litteraturen, 1852), Bibliografie prvotisku ceských 1468-1526 (en bibliografi över de äldsta slaviska tryckskrifterna i Böhmen, 1852), Ueber den Charakter der cyrillischen Orthographie (1845), Ueber die Grundzüge der slavischen Kirchensprache (1845) samt ett par tjeckiska ordböcker (1822, 1831, 1849) och Slovanská mluvoveda (Slavisk språklära, 1850). Ett urval av Hankas originaldikter, Pisne (femte upplagan 1851), utkom i tysk översättning av Alfred Waldau (1863).